# Alfred Berger (Mathematiker)
Alfred Berger (* 16. Februar 1882 in Brünn; † 10. März 1942 in Wien) war ein Versicherungsmathematiker.
Alfred Berger studierte zwischen 1901 und 1906 an den Universitäten in München, Wien und Göttingen Mathematik und Physik und wurde 1906 bei Wilhelm Wirtinger in Wien zum Dr. phil. promoviert.
Von 1928 lehrte er als Privatdozent für Mathematik der Privatversicherung und mathematische Statistik an der Universität Wien. 1933 wurde er dort zum außerordentlichen Professor berufen.

## Schriften
- Prinzipien der Lebensversicherungstechnik. 2 Bde., 1923 u. 1925